# E-girls e e-boys

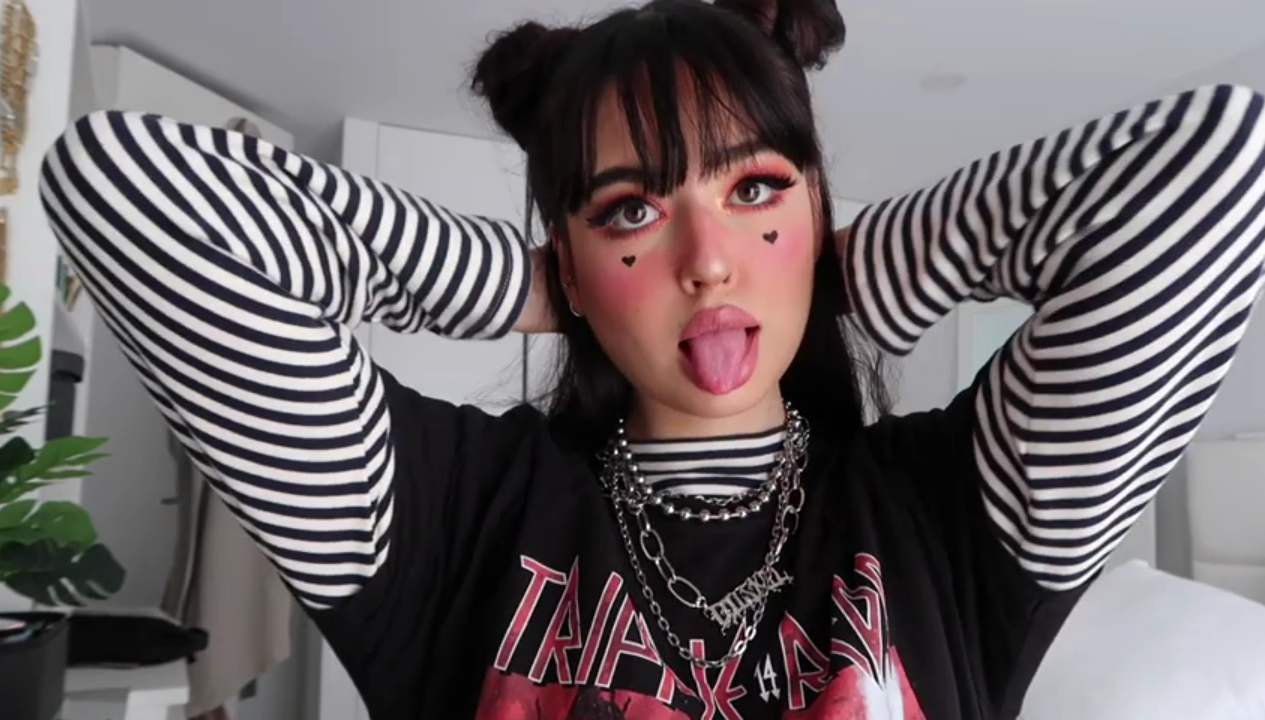
Exemplo do estilo e-girl

E-girl ou e-boy (eletronic girl/boy) é uma tendência ou estética de moda de nicho que surgiu no final dos anos 2010 e é vista quase exclusivamente nas mídias sociais, em particular no aplicativo de compartilhamento de vídeo TikTok. O visual é inspirado na cultura skatista, moda dos anos 1990, anime, hip-hop, gótico e rave.
Suas escolhas alternativas de moda geralmente consistem em roupas folgadas, cabelos coloridos, esmalte com verniz e correntes decorativas. E-girls usam camisas de malha e delineador alado, enquanto e-boys usam roupas pretas e têm cabelos lisos e meio separados. Tanto os meninos e as meninas podem usar maquiagem, principalmente blush rosa nas bochechas e no nariz, imitando animes japoneses ou lolicons. Sardas falsas são comuns. Pequenos desenhos são frequentemente feitos sob os olhos, geralmente em formato de coração.
Vídeos de e-girls e e-boys tendem a conter flerte e às vezes são extremamente sexualizados. O uso da expressão facial conhecida como ahegao, imitando o orgasmo, é comum.
Rotular alguém como e-girl ou e-boy significa que ela gasta muito tempo criando sua persona online. E-girl e e-boy estavam no topo das modas mais pesquisadas do Google em 2019. Artistas como Billie Eilish e Lil Peep são citados como influências para o estilo.
De acordo com o Business Insider, os termos não são específicos de gênero, referindo-se a dois estilos separados de moda, afirmando que "Enquanto o e-boy é um "softboi" vulnerável e abraça a cultura do skate, a e-girl é fofa e aparentemente inocente".

## Origens
Os termos "e-girl" e "e-boy" são derivados de "electronic boy" e "electronic girl" devido à sua associação com a internet. "E-girl" foi usado pela primeira vez no final dos anos 2000 como um pejorativo objetificante contra as mulheres percebidas como buscando a atenção masculina online. De acordo com um artigo do Business Insider, o exemplo mais antigo de e-girls foi encontrado no Tumblr, com a Vice Media afirmando que a subcultura evoluiu das culturas emo e da scene anteriores. Em vez disso, a escritora da Vox, Rebecca Jennings, referiu-se à estética do Tumblr como uma precursora da subcultura, já que faltava o aspecto fofo que viria a definir o cabelo e a maquiagem das e-girls.

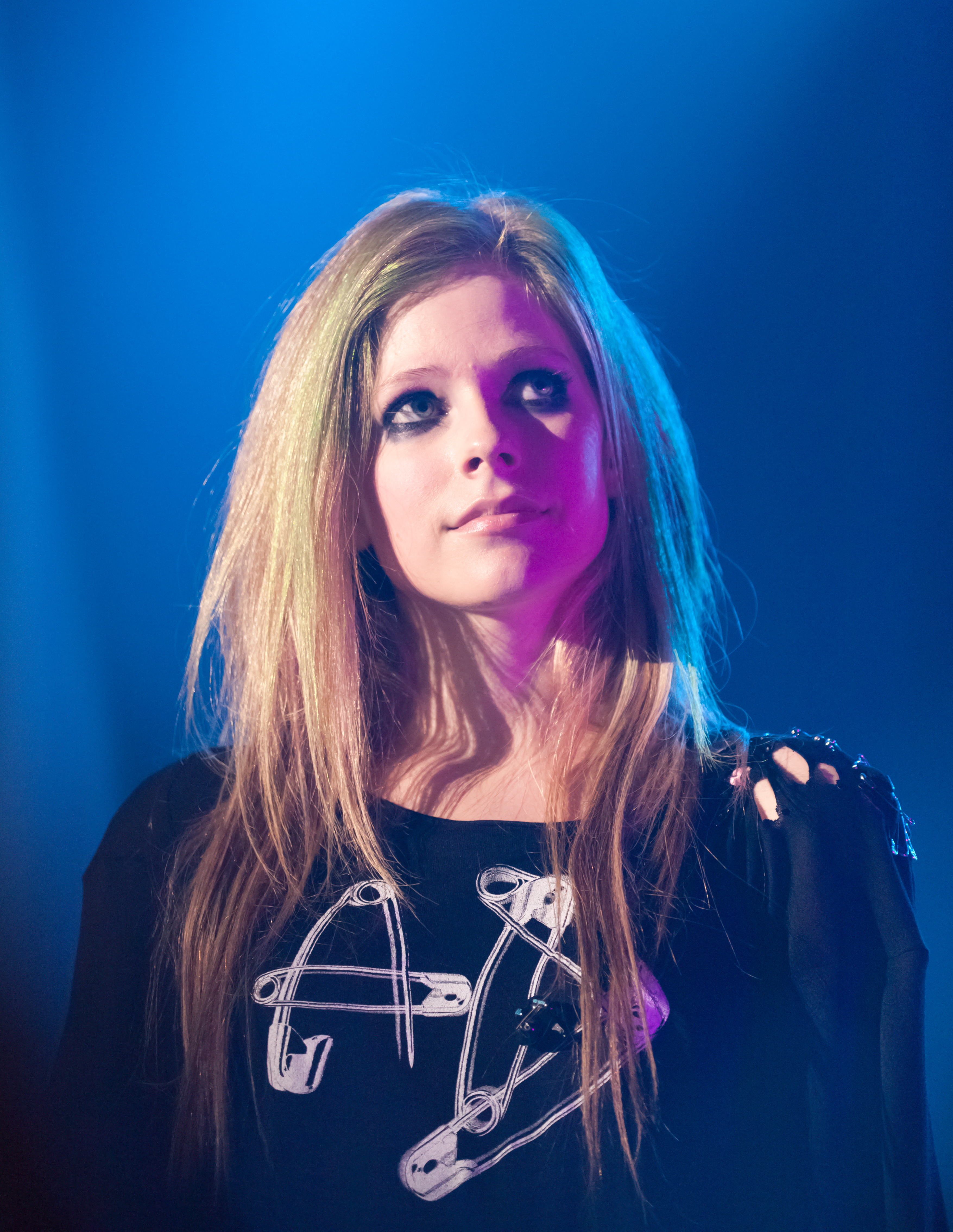
Avril Lavigne

Ruby Barry, da Heatworld, traça as origens da moda e-girl até a moda de rua japonesa dos anos 2000, incluindo os estilos de moda anime, kawaii e lolita. Kayla Marci, da Edited, descreveu-o como uma evolução da moda emo, scene e mall goth que foi fortemente influenciada por estilos de moda asiáticos, como anime, cosplay e K-pop. I-D referiu-se a Avril Lavigne como "a e-girl original" devido à sua visão polida da moda alternativa, contraste com as normas convencionais da época e afinidade com a cultura kawaii japonesa. Além disso, personagens fictícios como Ramona Flowers, Harley Quinn e Sailor Moon foram influentes no desenvolvimento da subcultura.
No final da década de 2010, os e-boys se separaram dessa cultura feminina original, abraçando elementos de emo, mallgoth e cena cultural. A popularidade e eventual morte do rapper emo Lil Peep também influenciou o início da subcultura, com o New York Post descrevendo-o como "o santo patrono musical da e-land". E-boys também fazem uso da "estética soft-boy" ao se apresentarem como sensíveis e vulneráveis. De acordo com o Brown Daily Herald, isso se deve a uma transformação da atratividade masculina ideal de ser tradicionalmente masculino para abraçar a introversão, timidez, vulnerabilidade emocional e androginia.

## Popularidade

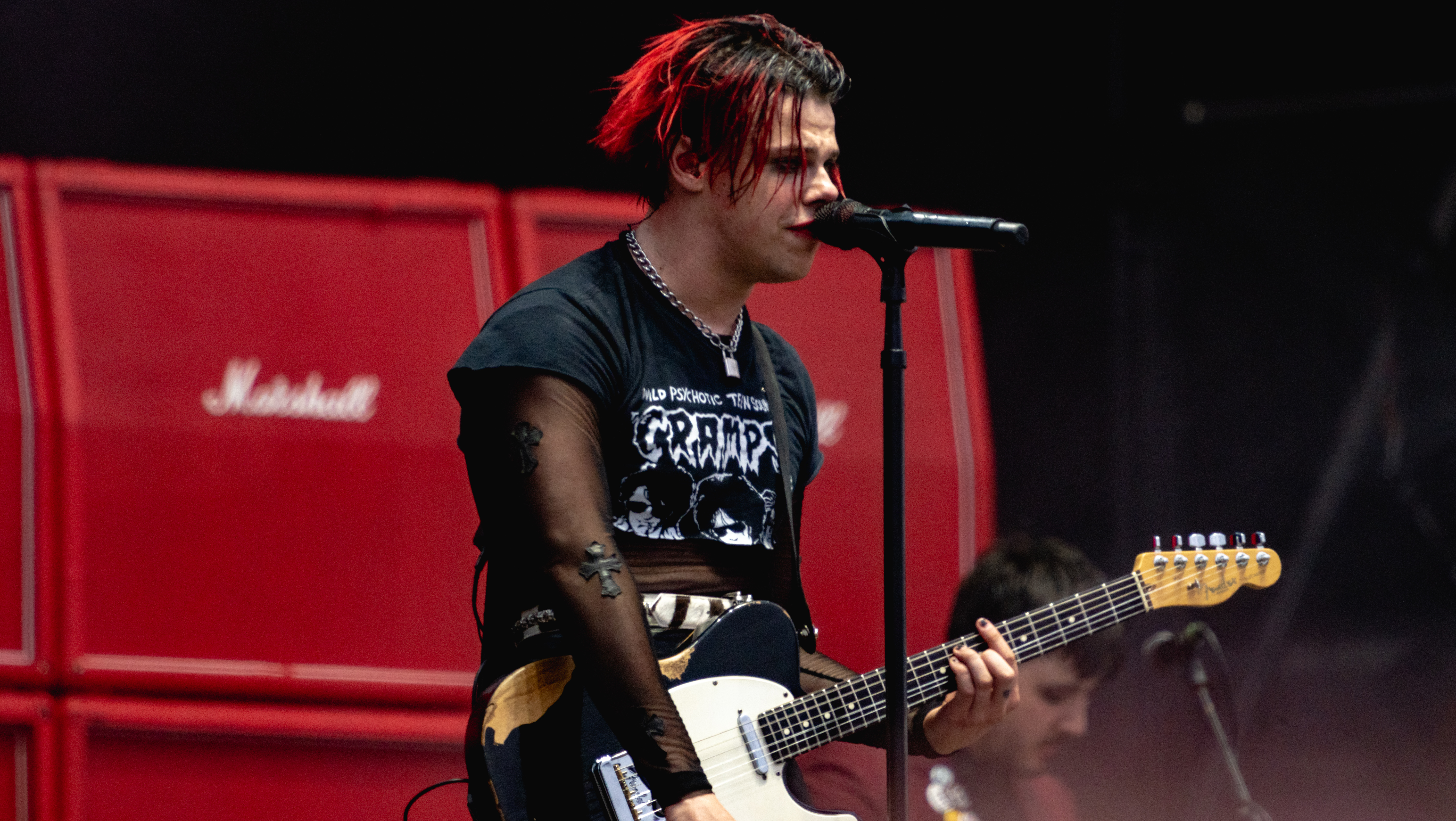
O músico inglês Yungblud é um notável e-boy

A subcultura começou em 2018, após o lançamento mundial do TikTok. De acordo com um artigo no I-D, o surgimento da subcultura no aplicativo desafiou as fotos polidas e editadas de influenciadores e garotas VSCO comuns no Instagram, devido à falta de recursos do TikTok para isso. Um artigo da CNN afirmou que "Se as garotas VSCO são as hippies que tomam sol em 2020, as e-girls são o oposto". A subcultura começou a ganhar atenção popular em 2019. A MEL Magazine atribuiu a popularidade da subcultura ao aumento do interesse de grupos K-Pop como BTS, Exo e Got7 no mainstream ocidental, devido ao estilo semelhante de vestir e cabelo dos dois. Uma tendência logo começou no TikTok e em outras plataformas de mídia social, onde as pessoas carregavam vídeos "se transformando" em um e-boy ou e-girl, de acordo com a Vox Media, foi assim que a cultura "entrou no léxico mainstream". No verão do hemisfério norte de 2019, o destaque online emergente de Belle Delphine ajudou a chamar a atenção para a subcultura e-girl; Business Insider descreveu Delphine como "um símbolo da primeira onda de e-girl". O assassinato de Bianca Devins em julho de 2019 também chamou a atenção para as e-girls devido à participação de Devins na subcultura.

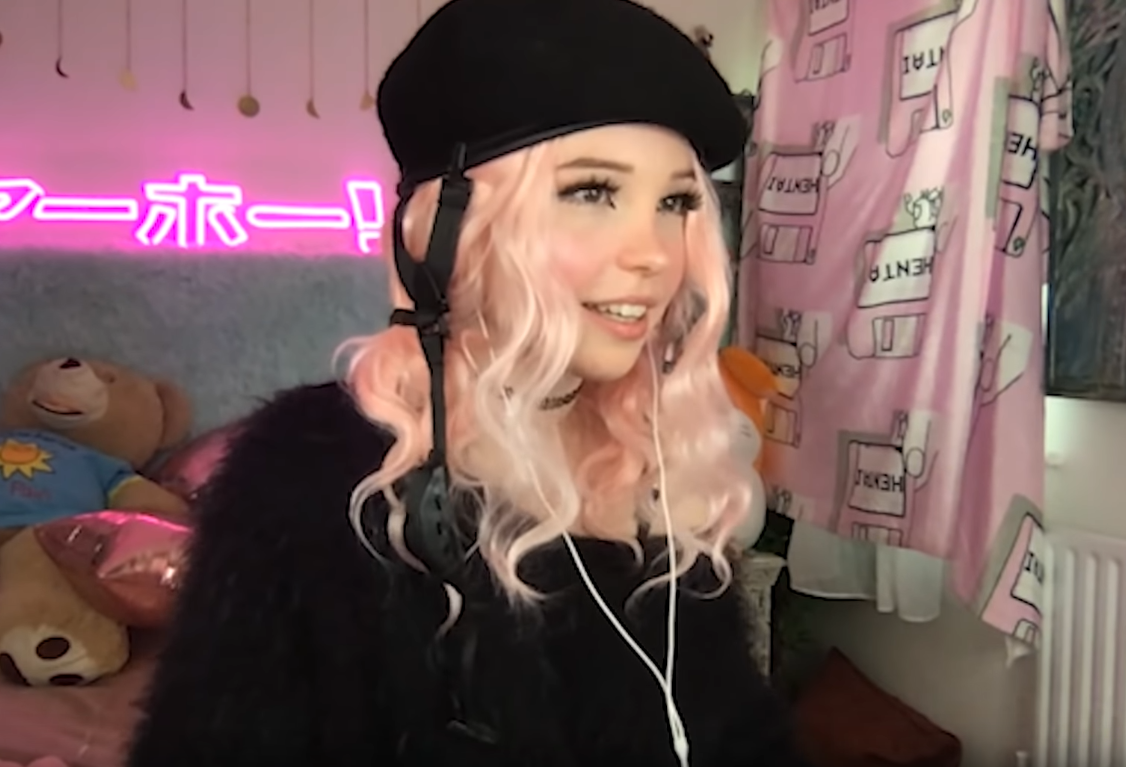
Belle Delphine

A subcultura continuou a crescer em destaque até 2020, com a Vogue publicando um artigo com Doja Cat discutindo maquiagem e-girl, e "estilo e-girl" estando entre os 10 termos de tendência da moda no Google no ano. Além disso, várias celebridades tradicionais começaram a adotar o penteado de listras descoloridas associado a e-girls, incluindo a socialite americana Kylie Jenner e a cantora kosovar-inglesa Dua Lipa. Em julho, o estilista Hedi Slimane lançou uma prévia de uma coleção chamada "the Dancing Kid" para Celine, influenciada pela moda dos e-boys. Em um artigo de 29 de julho da GQ, a crítica de moda Rachel Tashjian referiu-se a isso como um sinal de que "o TikTok agora está dirigindo a moda". A canção de Corpse Husband, "E-Girls Are Ruining My Life!", Que foi lançada em setembro, ganhou grande atenção no TikTok, eventualmente alcançando o gráfico no UK Singles Chart por três semanas. No final de 2020 e início de 2021, vários estilistas de alta moda, como Ludovic de Saint Sernin e Celine, começaram a criar coleções inspiradas na moda e-boy. Tanto a revista InStyle quanto a Paper creditaram e-boys e e-girls como importantes para o aumento da popularidade e ressurgimento do pop punk na década de 2020.

## Moda
A moda da subcultura é inspirada por várias subculturas anteriores, tendências da moda e formas de entretenimento, incluindo mall goth, moda dos anos 1990 a 2000, cultura do skate, anime, moda de rua japonesa, cosplay, K-pop, BDSM, emo, scene, hip hop, e rave. Dazed descreveu a estética como "Um pouco de escravidão, um pouco de baby". As roupas geralmente consistem em roupas largas e baratas. Em particular, algumas e-girls usam camisas de malha, saias xadrez, camisetas grandes, camisetas de banda, camisetas de anime/mangá, tops curtos, sapatos de plataforma, gargantilhas e gorros, enquanto os e-boys usam suéteres grandes ou roupas monocromáticas, camisetas de banda, camisetas de anime/mangá em camadas sobre camisas listradas de manga comprida, e golas polo. Colares de corrente, correntes de carteira e brincos pendentes também são usados com frequência. E-boys costumam usar cabelo curtained, enquanto o cabelo de e-girls é tingido de cores neon muitas vezes rosa ou azul, ou é loiro descolorido na frente. Alguns prendem os cabelos em tranças. O cabelo tingido de duas cores diferentes no centro (conhecido como "cabelo tingido") é comum entre ambos os sexos.
Tanto meninos quanto meninas podem usar maquiagem pesada, em especial blush rosa nas bochechas e nariz, imitando anime. Sardas falsas esmalte desgrenhado e delineador alado são comuns. A YouTuber Jenna Marbles fez um vídeo imitando o estilo de maquiagem de uma e-girl, chamando-o de uma mistura entre "maquiagem Harajuku, emo e igari", a última das quais é um estilo de maquiagem japonês imitando uma ressaca. Algumas e-girls desenham o filtro labial usando batom para deixar os lábios mais redondos. Um elemento notável da maquiagem e-girl são os selos sob os olhos, muitas vezes em forma de coração, uma tendência que foi influenciada por Marina Diamandis. A discussão sobre saúde mental também é comum.

## Música
E-boys e e-girls são associados à música "Sad Boy", um grupo amplamente definido de músicos, que escrevem músicas influenciadas por tristeza e doenças mentais, que muitas vezes se sobrepõem ao emo rap. O termo tem sido criticado por artistas como James Blake, por retratar doenças mentais, que ele considera "insalubres e problemáticas".
Na década de 2020, tornou-se comum os participantes da subcultura ouvirem artistas associados ao renascimento do pop punk dos anos 2020.